# Учитель, Виктор Александрович
 Виктор Александрович Учитель (род. 11 мая 1947, Москва) — российский политический деятель. Депутат Государственной Думы второго созыва (1995—1999) от избирательного объединения "Общероссийская политическая общественная организация "Объединение ЯБЛОКО". Приступил к осуществлению полномочий 9 октября 1998 года. С 19 ноября 1998 - член комитета ГД по делам Федерации и региональной политике.

## Биография
Родился 11 мая 1947 года, русский. Образование высшее — окончил Московский институт электронного машиностроения, инженер-механик.
Избирался депутатом Московского городского совета народных депутатов. Перед избранием в Государственную Думу второго созыва работал консультантом аппарата фракции «Яблоко».
В октябре 1998 года стал депутатом госдумы, получив мандат, освободившийся после сложения полномочий Оксаной Дмитриевой. Член фракции Общероссийской политической общественной организации «Объединение Яблоко». С 19 ноября 1998 года — член комитета Госдумы по делам Федерации и региональной политике.